# بالفه
بالوه (بالألمانية: Balve) هي بلدة ألمانية تقع في ألمانيا في Märkischer Kreis. يقدر عدد سكانها بـ 12,039 نسمة .

## المدن التوأمة
مدن هيرده و Roussay هي مدن توأمة لـبالوه.

## أعلام
- كارل أرندت